# Dinger
Dinger fue un dueto británico de pop electrónico, formado por el compositor y músico Pierre Cope y el cantante y letrista  Andy Bell.

## Historia
Pierre Cope y Andy Bell pertenecían a un efímero grupo llamado The Void, que no brindó recitales, ni grabó. Cope -bajista de The Void- deja la banda y le propone a Bell formar un dúo. Así nace Baume, más tarde rebautizado con el seudónimo de Andy Bell: Dinger, con el cual editaron un solo sencillo Air of Mistery, en 1985. Tras este sencillo, la banda se separaría en buenos términos y Andy Bell concurriría a una audición, donde finalmente sería elegido por Vince Clarke y formarían el dúo Erasure.

Más de 20 años después, Pierre Cope editó dos obras de Dinger vía digital: en 2009, un sencillo -cuya grabación original se remonta a 1981- y en 2011 un EP, con temas que fueron grabados -algunos como demos- entre 1982 y 1985.

## Discografía
- Air of Mistery - 1985
- The End - 2009
- Sunsets Pink - 2011
- I Love to Love - 2011[2]